# Hoya tsangii
Hoya tsangii är en oleanderväxtart som beskrevs av C.M. Burton. Hoya tsangii ingår i släktet Hoya och familjen oleanderväxter. Inga underarter finns listade i Catalogue of Life.